# أكسلينا يوهانسون
أكسيلينا يوهانسون (من مواليد 20 أبريل 2000) هي لاعبة ألعاب قوى سويدية في ألعاب المضمار والميدان متخصصة في رياضة دفع الجلة، فازت بلقب الرابطة الوطنية لرياضة الجامعات في يونيو 2023. في ذلك الشهر حصلت على الميدالية البرونزية في رمي الجلة في بطولة فرق ألعاب القوى الأوروبية 2023 في سيليزيا. حصلت على المركز 13 في بطولة العالم لألعاب القوى 2023 في بودابست في أغسطس 2023.
احتلت المركز الثامن في بطولة العالم لألعاب القوى داخل الصالات 2024 في غلاسكو حيث بلغت أفضل رمية لهذا الموسم 18.68 مترًا. شاركت في حدث دفع الجلة في دورة الألعاب الأولمبية الصيفية 2024 في باريس، تجاوزت مرحلة تصفيات المجموعة الأولى في دفع الجلة التي أقيمت يوم 8 أغسطس. حيث حلت في المركز الثاني عشر في التصنيف الكي، وانتقلت إلى المنافسة في نهائي حدث دفع الجلة في اليوم الرايع عشر من دورة الألعاب الأولمبية باريس 2024 في يوم 9 أغسطس 2024 على ستاد دو فرانس، انهت المسابقة في المركز العاشر بتحقيقها رمية بلغت 18.03 مترًا.